# Onderdeurtje
Onderdeurtje is een sprookje uit Marokko.

## Het verhaal
Een machtige sultan heeft zeven vrouwen en zeven prachtige merries, maar alle zijn onvruchtbaar. Hij vraagt raad aan sjeik El Moedabbar, en deze geeft hem zeven appels en zeven rijzweepjes. Een appel voor elke echtgenote en een zweep voor elk paard. De eerste zes vrouwen eten de appel gulzig op, maar de jongste en mooiste eet slechts de helft. Er zijn zes normale zweepjes en één klein zweepje. Aan het eind van het jaar worden zes flinke baby's geboren, maar de zevende is slechts half zo groot als zijn broers; ze noemen hem Onderdeurtje. Er komen ook zes schitterende veulens ter wereld en een zevende die klein en spichtig is.
De zevende baby blijft een dwerg en is erg slim. De sultan besluit uit dankbaarheid een pelgrimstocht te maken en vertrekt naar Mekka met zijn zonen. Onderweg is de oudste zoon moe en vraagt of hij achter mag blijven, zodat hij op de terugweg mee kan reizen naar huis. Er wordt een huis gebouwd met muren van honing, en de vader en de zes andere zonen trekken verder. Al snel wil de tweede zoon rusten en hij krijgt een huis met muren van koekjes. Zo gaat het door en als laatste vraagt Onderdeurtje om een heel klein huisje, maar wel van ijzer gemaakt. 
Onderdeurtje gaat elke dag zijn krachten meten met wilde dieren, en om aan eten te komen gaat hij elke dag jagen. De ghoelia ziet de jongen op het bankje niet ver van zijn ijzeren huisje en ze likkebaardt als ze denkt aan de lekkere prooi. Ze volgt het advies van de sjeik en smeert hars op het bankje. Als hij terugkomt, zal hij vastplakken en kan ze hem vangen. Ze stopt hem in een kooi om hem vet te mesten. De dochter van de ghoelia komt af en toe kijken en wordt verliefd op het kleine mannetje. Onderdeurtje heeft een prachtige stem en ze is er niet ongevoelig voor. Hij belooft nog mooier te zingen als ze de deur opent. Eenmaal vrij, vlucht hij naar zijn ijzeren huisje. De ghoelia wil het huisje kapotslaan, maar dat lukt niet.
Onderdeurtje zegt dan een greppel te graven en er hout in te doen. De ghoelia moet al haar vrienden halen en het hout in brand steken. Hij zal dan uit zijn ijzeren huisje tevoorschijn komen en de snelste kan hem dan pakken. Alle ghoels komen en Onderdeurtje rent zigzaggend naar buiten. Ghoels kunnen slecht zien, en storten in het vuur dat de ghoelia heeft aangestoken; ze verbranden. Bij de terugkeer uit Mekka beloont de sultan de dappere dwerg en hij erft het fortuin van de ghoels.

## Achtergronden
- Ook in De wolf en de drie biggetjes is het laatste huisje erg sterk, de wolf gaat dood als hij door de schoorsteen valt in de kookpot.
- In Hans en Grietje wordt de jongen ook in een kooi gestopt om vetgemest te worden.
- Kleine mensjes zijn een geliefd onderwerp in veel culturen en komen al voor bij de Griekse en Romeinse schrijvers. Ze moeten niet verward worden met kabouters of dwergen. Zie ook Duimpje de wereld in (KHM45), De jonge reus (KHM90), Duimelijntje en Klein Duimpje. Vergelijk ook het Japanse sprookje over Issun Boshi, dat vertaald kan worden met Kleinduimpje, en waarin de Oni's door het kleine mannetje verslagen worden. De boodschap is overal hetzelfde, je hoeft niet groot en sterk te zijn om te kunnen overwinnen. Zie ook Pinkeltje en Kikkererwtje.
- In dit verhaal kiezen de broers voor een gemakkelijk leven in huizen van honing en koekjes, vergelijk Luilekkerland en Het sprookje van Luilekkerland. Luilekkerland wordt ook wel het land van melk en honing of het land van cocagne (koekjes) genoemd.
- In verhalen staat ijzer bekend als materiaal waarop geesten geen grip hebben.
- Ook in De wolf en de zeven geitjes is het het zevende geitje dat de wolf kan verslaan.
- Vergelijk ook Boer Bezems, boer Blaren en boer IJzer uit Antwerpen.
- Ook de zevende dwerg in Sneeuwwitje wijkt af van de andere dwergen, in de versie van Disney wordt hij Dopey genoemd.
- Ook in De draak met de zeven koppen is het de jongste broer die de demon kan verslaan.
- In veel volksverhalen is het de jongste die de beloning wint. Zie ook Het zingende botje (KHM28), De ransel, het hoedje en het hoorntje (KHM54), De gouden vogel (KHM57), De bijenkoningin (KHM62), De drie veren (KHM63), De gouden gans (KHM64), Het water des levens (KHM97), De arme molenaarsknecht en het katje (KHM106), Vogel Grijp (KHM165), en het vervallen sprookje KHM64a (Die weiße Taube).